# Tzijolaj
Der Tanz des Pferdchens von Tzijolaj ist ein Tanz, der zum Fest des heiligen Thomas in Chichicastenango von Quiché-Bruderschaften aufgeführt wird.
Tzijolaj ist ein Synkretismus des Jakobus des Älteren mit dem präkolumbischen Tepeu (Überbringer der Gebete). Er symbolisiert das Bacchus-Thema, die Fähigkeit Feste zu feiern, was teilweise dadurch unterstrichen wird, dass die Reiterfigur mit Silbermünzen dekoriert wird.